# Rue de l'Université (Liège)
Pour les articles homonymes, voir Rue de l'Université.
La rue de l'Université  est une artère de la ville de Liège qui relie la place de la République française à la place du Vingt-Août. La rue fait partie du quartier administratif du centre.
Son nom se réfère à l'Université de Liège, au siège central de laquelle elle débouche, place du Vingt-Août (anciennement place de l'Université).

## Localisation
Cette artère plate et rectiligne applique un sens unique de circulation automobile dans le sens place de la République française-Place du Vingt-Août.

## Histoire
La rue de l'Université a été aménagée à partir de 1815 après le comblement d'un bras de la Meuse appelé le Biez du Moulin Saint-Jean. Ce cours d'eau provenait de la Sauvenière qui se scindait en plusieurs bras aux environs de l'ancien pont d'Île et rejoignait la Meuse près de la Grand-Poste (actuelle passerelle Saucy). Un autre bras empruntait l'actuelle rue de la Régence.

## Architecture
La plupart des maisons, de style néo-classique, datent du deuxième tiers du XIXe siècle. 

## Rues adjacentes
- Place de la République française
- Rue Pont d'Île
- Rue de la Régence
- Passage Lemonnier
- Rue de la Cathédrale
- Rue Charles Magnette
- Place du Vingt-Août